# Carrefour des Parapluies
Le carrefour des Parapluies est une intersection située à l'ouest de Fontenay-sous-Bois, aux limites de Vincennes et de Montreuil.

## Situation et accès

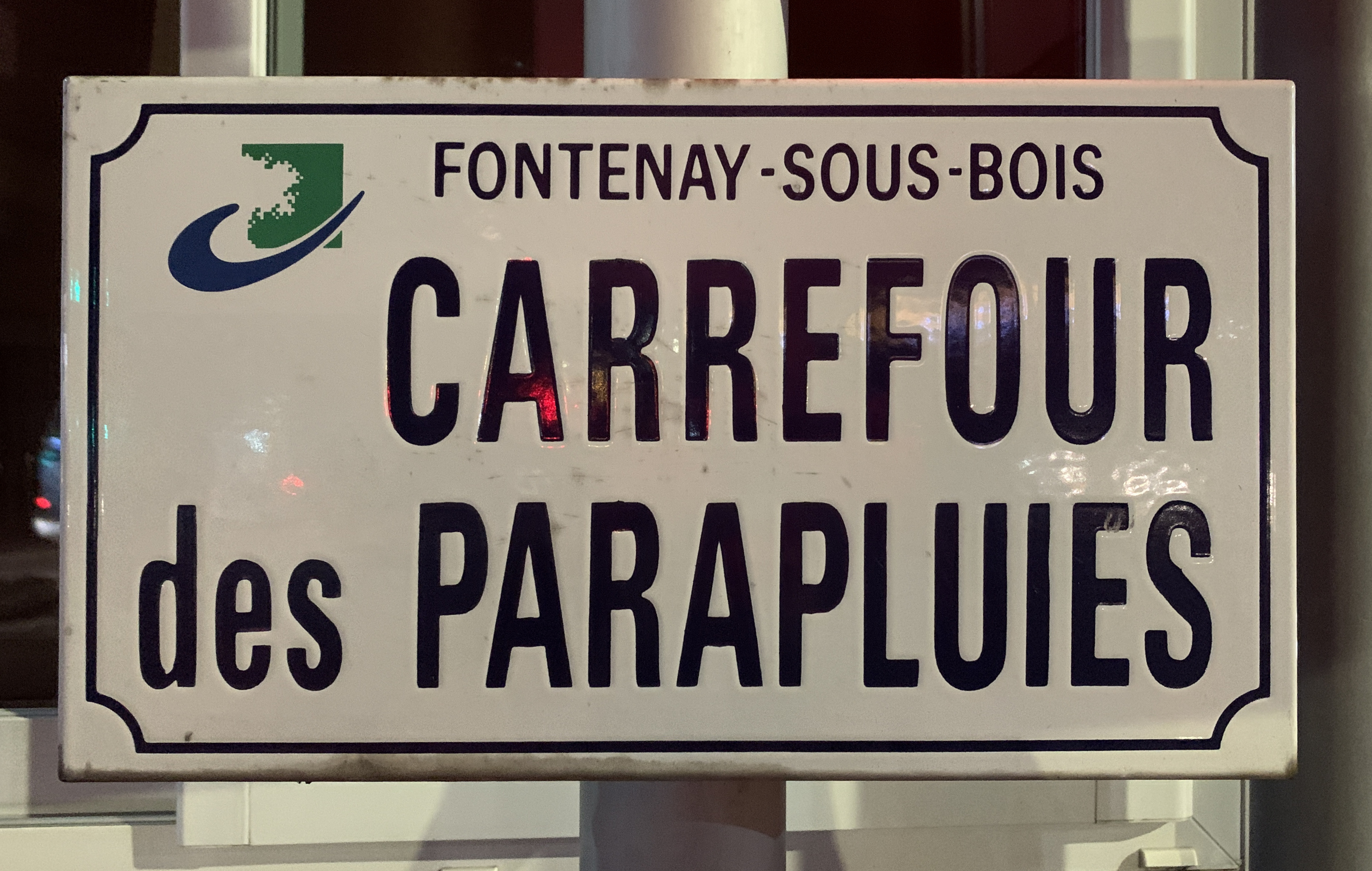
Plaque du carrefour des Parapluies.

Cette place marque l'intersection de l'avenue de Stalingrad (RD 240), prolongée par la rue de Stalingrad à Montreuil (RD40), de l'avenue Parmentier, de la rue de la Solidarité, de la rue des Quatre-Ruelles et de la rue Nungesser.
Aujourd'hui accessible par autobus, elle sera desservie par la station de métro Rigollots de la ligne 1 du métro de Paris.

## Origine du nom
En 1902, une usine de fabrication de montures et garnitures pour parapluies et ombrelles qui se trouvait rue Saint-Denis à Paris, fut transferée à cet endroit. Elle couvrait 3000 mètres carrés et employait quarante ouvrières et ouvriers.
Cette usine de parapluies fut fermée à la fin des années 1960. Située près du carrefour, elle lui a légué son nom.

## Bâtiments remarquables et lieux de mémoire
- Square des Parapluies[4].

## A proximité
- Carrefour des Rigollots